# Comprami/California
Comprami/California è il primo singolo di Viola Valentino pubblicato con quello che sarà il suo nome d'arte definitivo. Fu pubblicato nella primavera del 1979 dalla Paradiso.
Il singolo raggiunge la terza posizione della classifica italiana nell'ottobre 1979 e diventa il 26° singolo più venduto dell'anno in Italia.

## Comprami
Il brano del Lato A, Comprami, scritto da Renato Brioschi e Cristiano Minellono e prodotto da Giancarlo Lucariello, esce quasi in sordina, ma ottiene successivamente un notevole successo grazie anche alla partecipazione a manifestazioni canore estive italiane, quali il Festivalbar ed il Cantagiro. Esso verrà poi inserito anche nell'album Cinema.
Il brano fa scandalo e le femministe ne contestano il testo, che parla di una donna che si propone ad un uomo particolarmente sfortunato in amore. Secondo l'interpretazione della cantante, invece, la donna di questo manifesto si vende per amore, sogni e poesia, non per una cosa da poco e anche una donna bellissima e di successo può innamorasi dello sfigato di turno perché ci sono dei valori che vanno al di là del denaro. In retrospettiva, Claudio Sottocornola considera Comprami un brano ironico e provocatorio, ma che sembra strizzare l'occhio alla filosofia del decennio, in cui trionfano mercato, consumo e artificio.
L'idea del produttore del pezzo Giancarlo Lucariello era quella di accostare l'immagine gradevole della cantante, in passato già fotomodella e indossatrice, alla musica, sfruttando una vocalità particolarmente calda e suadente nel pezzo e facendo risultare la voce della cantante come un sussurro.
Il brano, primo successo di Viola Valentino, è anche il più conosciuto della cantante.
Nel luglio 2019, a quaranta anni dalla pubblicazione, Comprami riceve un disco d’oro per aver venduto oltre 25 000 copie digitali.

## Altre versioni
Forte del successo ottenuto in Italia, è stata incisa anche una versione in lingua spagnola della canzone, Comprame, che ottiene buoni riscontri anche in Spagna.
- Nel 1998 il pezzo è ricantato da Viola, in una versione abbastanza fedele all'originale, per il suo cd raccolta Il viaggio (Carosello Records – 300 638-2).
- Successivamente, nel 1999, la cantante ne incide una cover con il gruppo musicale rap Zerodecibel intitolata Comprami 2000, che contiene una parte in rap inedita cantata dal gruppo ed il ritornello ricantato dalla cantante.
- Nel 2001 è una delle canzoni scelte come simbolo degli anni ottanta e partecipa alla trasmissione celebrativa La notte vola, in onda su Canale 5, ed è inserita nella raccolta del programma.
- Nel 2003 il gruppo dance dei BB esegue la cover remixata.
- Nel 2005 Gennaro Cosmo Parlato esegue una nuova versione per l'album Che cosa c'è di strano?.
- Nel 2006, la cantante partecipa al reality Music Farm, dove si esibisce cantando una nuova versione della canzone, stavolta con "voce piena" anziché sussurrando.
- Nel 2009 la versione incisa nel 1998 è utilizzata per lo spot della DR 5 con testimonial Anna Falchi, riportando ancora una volta in auge il pezzo.
- Nel 2018 Moka incide un remix (Bsharry remix) del brano (SinfonyLife Records).

## Tracce
- Lato A

1. Comprami

- Lato B

1. California

## Edizioni
- 1979 - Comprami (Paradiso, CGD, PRD 10157, 7")
- 1979 - Comprami (CBS, 7739, 7", Promo)
- 1979 - Cómprame (Epic, EPC 7980, 7")
- 1979 - Cómprame (Epic, EPC 7980, 7", Promo)

## Classifiche
| Classifica di fine anno italiana (1979) | Posizione |
| --------------------------------------- | --------- |
| Classifica italiana                     | 26        |
| Classifica dei singoli                  | Posizione |
| Classifica italiana                     | 3         |